# Daniel Rossel
Daniel Rossel (né le 24 juillet 1960 à Uccle) est un coureur cycliste belge. Professionnel de 1982 à 1987, il a notamment remporté une étape du Tour d'Espagne 1984.
Son neveu Kenny Terweduwe a également été coureur cycliste.

## Palmarès

### Palmarès amateur
- 1978
  - Tour des Flandres juniors
  - 3e du championnat de Belgique de poursuite juniors
- 1981
  - 3e de la Flèche d'or (avec Alex De Bremaecker)

### Palmarès professionnel
- 1983
  - 2e de Paris-Bruxelles
  - 3e du Grand Prix de la ville de Vilvorde
- 1984
  - Le Samyn
  - 16e étape du Tour d'Espagne
- 1985
  - 3e du Grand Prix Marcel Kint

## Résultats sur les grands tours

### Tour d'Espagne
1 participation
- 1984 : 93e, vainqueur de la 16e étape